# Madagascar nos Jogos Olímpicos de Verão de 1972
Madagascar competiu nos Jogos Olímpicos de Verão de 1972 em Munique, Alemanha Ocidental.

## Resultados por Evento

### Atletismo
800 m masculino
- Edouard Rasoanaivo
  - Eliminatórias — 1:50.8 (→ não avançou)

1.500 m masculino
- Edouard Rasoanaivo
  - Eliminatórias — 3:48.5 (→ não avançou)

Revezamento 4x100 m masculino
- Ravelomanantsoa Goman, Alfred Rabenja, Ariyamongkol Ralainasolo, e Henri Rafaralahy
  - Eliminatórias — 40.58s (→ não avançou)